# Caudron C.99
Le Caudron C.99 est un bombardier léger et un avion de reconnaissance français. Le seul exemplaire a volé avec différents moteurs au milieu des années 1920.

## Caractéristiques générales
- Équipage : 2 personnels
- Longueur : 9,70 m
- Envergure supérieure : 14,00 m
- Envergure basse : 12,73 m
- Hauteur : 3,25 m
- Superficie des ailes : 48 m2
- Poids à vide : 1 185 kg
- Poids maximal : 1 830 kg
- Capacité du réservoir : 255 kg
- Groupe moteur : 1 moteur Hispano 12H V-12, 340 kW
- Propulsion : hélice à 2 pales

Performances
- Vitesse maximale: 200 km/h
- Endurance: 3 heures 50